# FK Železničar Lajkovac
FK Železničar (srpski: ФК Железничар) je nogometni klub iz Lajkovca, Kolubarski okrug, Srbija. 
 
U sezoni 2024./25. klub se natječe u Zoni Drina, četvrtom rangu srpskog nogometnog sustava.

## O klubu
U prosincu 1927. godine na inicijativu građana grada Lajkovca donesena je odluka o osnivanju nogometnog kluba pod nazivom Železničar. Za prvog predsjednika kluba izabran je Nikola Ilić koji je po struci bio pekar. U razdoblju od 1927. do 1929. godine nisu se igrale utakmice jer klub nije imao igralište. Prvo igralište izgrađeno je 1929. godine na livadi Like Lučića. 

No, igralište nije bilo registrirano kao nogometno, jer je gotovo na sredini terena stajao jasen koji domaćin nije dao posjeći. Godine 1930. izgrađeno je novo igralište na terenu Negovana Ivanovića. Dolazak inženjera Miroslava Markovića 1933. godine na čelo Vinarije Lajkovac značio je prekretnicu u radu kluba. Železničar je registriran u Nogometnom podsavezu Beograda, a 16. srpnja 1933. klub se kvalificirao u natjecanje Kolubarske župe. 

Od 1934. do 1937. nije se mogla sastaviti prava momčad zbog čestih odlazaka nogometaša u vojsku. To se mijenja 1938. godine, kada se klub počinje oslanjati na mlade snage. Na sve utakmice išli su vlakom, osim kad su igrali s Jedinstvom u Ubu, tada su išli fijakerom. 

Za vrijeme Drugog svjetskog rata klub je raspušten, ali je nakon oslobođenja 1947. godine nastavio s radom. Od općine je dobio zemljište na kojem je izgrađeno igralište. U sezoni 1948./49. Železničar je osvojio prvo mjesto u Valjevskom podsavezu. U kvalifikacijama za ligu Beogradskog nogometnog podsaveza izgubio je od Radničkog iz Šapca. U sljedećoj polusezoni ostao je bez šest standardnih prvotimaca, pa je broj popunjen vojnicima i časnicima garnizona u Lajkovcu. Godine 1952. Železničar je izborio plasman u viši rang natjecanja – Beogradsku ligu. Od sezone 1955./56. natječe se u zoni Kolubare. 

Početkom 21. stoljeća Železničar je igrao u Drugoj ligi Zapad, odakle je ispao u sezoni 2001./02. Jedanaest sezona bio je standardni srpskoligaš, sve do sezone 2017./18., kada je zauzeo 15. mesto i ispao u Kolubarsko-mačvansku zonu. Nakon dvije godine ponovno se vratio u Srpsku ligu.

## Prvenstva
| Sezona    | Razred | Liga                      | Broj momčadi | Mjesto | Izvor |
| --------- | ------ | ------------------------- | ------------ | ------ | ----- |
| 1988./89. | IV.    | Srpska liga               | 18           | 12.    |       |
| 1989./90. | IV.    | Srpska liga               | 18           | 7.     |       |
| 1990./91. | IV.    | Srpska liga               | 18           | 18.    |       |
| 1991./92. | IV.    | Srpska liga               | 18           | 15.    |       |
| 1992./93. |        |                           |              |        |       |
| 1993./94. | III.   | Srpska liga Zapad         | 18           | 13.    |       |
| 1994./95. | III.   | Srpska liga Zapad         | 18           | 15.    |       |
| 1995./96. | III.   | Srpska liga Dunav         | 18           | 8.     |       |
| 1996./97. | IV.    | Srpska liga Dunav         | 18           | 2.     |       |
| 1997./98. | IV.    | Srpska liga Dunav         | 18           | 1.     |       |
| 1998./99. | II.    | 2. savezna liga − Zapad   | 18           | 5.     |       |
| 1999./00. | II.    | 2. savezna liga − Istok   | 18           | 2.     |       |
| 2000./01. | II.    | 2. savezna liga − Zapad   | 18           | 3.     |       |
| 2001./02. | II.    | 2. savezna liga − Zapad   | 18           | 12.    |       |
| 2002./03. | III.   | Srpska liga Dunav         | 18           | 9.     |       |
| 2003./04. |        |                           |              |        |       |
| 2004./05. |        |                           |              |        |       |
| 2005./06. |        |                           |              |        |       |
| 2006./07. |        |                           |              |        |       |
| 2007./08. | III.   | Srpska liga Zapad         | 16           | 13.    |       |
| 2008./09. | III.   | Srpska liga Zapad         | 16           | 14.    |       |
| 2009./10. | III.   | Srpska liga Zapad         | 16           | 7.     |       |
| 2010./11. | III.   | Srpska liga Zapad         | 16           | 10.    |       |
| 2011./12. | III.   | Srpska liga Zapad         | 16           | 5.     |       |
| 2012./13. | III.   | Srpska liga Zapad         | 16           | 8.     |       |
| 2013./14. | III.   | Srpska liga Zapad         | 16           | 4.     |       |
| 2014./15. | III.   | Srpska liga Zapad         | 16           | 2.     |       |
| 2015./16. | III.   | Srpska liga Zapad         | 16           | 9.     |       |
| 2016./17. | III.   | Srpska liga Zapad         | 16           | 15.    |       |
| 2017./18. | III.   | Srpska liga Zapad         | 18           | 15.    |       |
| 2018./19. | IV.    | Zona Kolubarsko-mačvanska | 14           | 2.     |       |
| 2019./20. | IV.    | Zona Kolubarsko-mačvanska | 15           | 1.     |       |
| 2020./21. | III.   | Srpska liga Zapad         | 20           | 15.    |       |
| 2021./22. | IV.    | Zona Kolubarsko-mačvanska | 13           | 10.    |       |
| 2022./23. | IV.    | Zona Kolubarsko-mačvanska | 13           | 4.     |       |
| 2023./24. | IV.    | Zona Kolubarsko-mačvanska | 12           | 5.     |       |
| 2024./25. | IV.    | Zona Drina                | 13           |        |       |

## Vanjske poveznice
- Službena web-stranica
- Profil na srbijasport.net